# Idaea piperata
Idaea piperata là một loài bướm đêm trong họ Geometridae.